# One-Two-GO Airlines
La One-Two-GO Airlines (in Thai: วัน-ทู-โก แอร์ไลน์) era una compagnia aerea low cost fondata nel 2003 con base a Bangkok (Thailandia). Era la filiale per i voli domestici della Orient Thai Airlines ed aveva come base principale l'aeroporto Don Mueang di Bangkok. È stata chiusa nel luglio del 2010 e la sua flotta aerea è stata assorbita da quella della Orient Thai Airlines.

## Flotta
A tutto l'aprile del 2008 la flotta della One-Two-GO Airlines era composta dai seguenti aerei:
- 1 Boeing 747SR
- 1 Boeing 747-300
- 5 McDonnell Douglas MD-82
- 1 McDonnell Douglas MD-83
- 6 McDonnell Douglas MD-87

## Incidenti
- Il 16 settembre 2007 un MD-82 è caduto in fase di atterraggio all'aeroporto di Phuket (Thailandia) causando la morte di 91 persone.[3]
- L'8 aprile 2009 la Commissione europea ha aggiunto la One-Two-GO Airlines alla blacklist delle compagnie aeree che non possono volare nei cieli dell'Unione europea[4].